# Pachacutec (distrito)
Pachacutec é um distrito do Peru, departamento de Ica, localizada na província de Ica.

## História
Em 24 de julho 1964 se crea o distrito de Pachacutec.

## Alcaldes
- 2011-2014: José Luis Salas Cahua.
- 2007-2010: Angel Adrián Palomino Ramos.

## Festas
- Santa Rosa de Pachacutec.
- Nossa Senhora do Rosário.

## Transporte
O distrito de Pachacutec é servido pela seguinte rodovia:
- IC-106, que liga o distrito de Pueblo Nuevo à cidade de Yauca del Rosario [1][2][3]